# Аркадія
Арка́дія (грец. Αρκαδία) — гірська область та ном на Півдні Греції, в периферії Пелопоннес. Переважно сільськогосподарський район.

## Історія
Під час дорійського вторгнення у XII столітті до н. е. Аркадія зберегла незалежність.
З середини VI століття до н. е. під тиском Спарти Аркадія ввійшла до складу Пелопоннеського Союзу. Під час Пелопоннеської війни Аркадія зробила спробу створити окремий союз. Згодом Аркадія ввійшла до складу Ахейського Союзу і разом з ним була завойована Римом.
Здавна Аркадія оспівувалась поетами як щаслива країна, з патріархальними, простими звичаями пастухів і пастушок.

## Муніципалітети та комуни
| Муніципалітет | YPES код | Місцева влада (якщо відрізняється) | Поштовий код |
| ------------- | -------- | ---------------------------------- | ------------ |
| Діміцана      | 0506     |                                    | 220 07       |
| Фалесія       | 0522     | Леонтарі                           | 220 21       |
| Фалантос      | 0523     | Давіа                              | 221 00       |
| Гортина       | 0505     | Карінтена                          | 220 22       |
| Іреа          | 0507     | Палумба                            | 220 28       |
| Кліторос      | 0507     | Мігдалія                           | 220 28       |
| Контовазена   | 0509     |                                    | 220 15       |
| Корінтіо      | 0510     | Стено                              | 221 00       |
| Лагкадія      | 0512     |                                    | 220 03       |
| Леонідіо      | 0514     |                                    | 223 00       |
| Левіді        | 0513     |                                    | 220 02       |
| Мантінея      | 0515     | Нестані                            | 220 05       |
| Мегалополі    | 0516     |                                    | 222 00       |
| Ворея-Кінурія | 0503     | Астрос                             | 220 01       |
| Скірітіда     | 0517     | Влахокерасія                       | 220 16       |
| Тегея         | 0518     | Стадіо                             | 220 12       |
| Тріколоні     | 0519     | Стемніца                           | 220 24       |
| Триполі       | 0520     |                                    | 221 00       |
| Тропея        | 0521     |                                    | 220 08       |
| Тірос         | 0501     |                                    | 220 29       |
| Валтеці       | 0502     | Асеа                               | 220 27       |
| Вітіна        | 0504     |                                    | 220 10       |
| Комуна        | YPES код | Місцева влада (якщо відрізняється) | Поштовий код |
| Космас        | 0511     |                                    | 230 58       |